# 鄂西前胡
鄂西前胡（学名：Peucedanum henryi）是伞形科前胡属的植物，是中国的特有植物。分布在中国大陆的湖北省等地，生长于海拔1,500米的地区，常生长在山坡草甸，目前尚未由人工引种栽培。